# Пепељуга (позоришна представа Игора Бојовића)
Пепељуга је дјечија позоришна представа Игора Бојовића, а за коју урадио режију Милан Караџић по наслову бајке Шарла Пероа "Пепељуга" која је премијерно изведена 2006. године у октобру мјесецу, тачније 29. октобра, у позоришту Бошко Буха из Београда.
Пепељуга је прича у у овом савременом тумачењу, на место добре виле уводи дух мајке која се понаша као прави терапеут. Она ојача Пепљугино самопуздање пољуљано лошим животним околностима. Исто ће учинити за Принца његова дворска Луда, па ће се размажени Принц потрудити и избориће се за Пепељугину љубав.
И маћеха ће задобити страсну Краљеву љубав, мада је желела само власт и моћ. А сестре Изабела и Жизела спашће с Принца на његовог Ађутанта. И тако ће на крају свако добити онолико колико се потрудио и оно што је тим трудом заслужио.

## Улоге
| Глумац                                                    | Улога            |
| --------------------------------------------------------- | ---------------- |
| Јелена Петровић (глумица)                                 | Пепељуга         |
| Жарко Степанов                                            | Принц            |
| Горица Поповић                                            | Маћеха           |
| Марина Воденичар                                          | Анабела          |
| Катарина Марковић                                         | Жизела           |
| Драга Живановић                                           | Дух мајке        |
| Бора Ненић                                                | Краљ             |
| Владан Дујовић                                            | Ађутант          |
| Дејан Луткић                                              | Луда             |
| Ивана Николић, Ивана Вукчевић, Маја Лучић, Ана Драгићевић | Дјевојке на балу |

Поред позоришта Бошко Буха представу су изводили и друга позоришта. Један од извођача ове представе јесте позориште Пан театар из Београда у режији Миодрага Миланова у извођењу Оливере Викторовић Ђурашковић, Тијане Јанковић и Енеса Хамидовића. Такође, у дужем периоду "Пепељуга" изводи и Позориште за дјецу Крагујевац у режији Живомира Јоковића. Улоге играју Невена Брзаковић, Дарија Нешић, Дубравка Ђорђевић и Миломир Ракић.